# Next Generation ATP Finals 2021
Die Next Generation ATP Finals 2021 fanden vom 9. bis 13. November 2021 im PalaLido in Mailand statt. Teilnahmeberechtigt waren die besten unter 21-jährigen Tennisspieler der Saison. Das Turnier war Teil der ATP Tour 2021. Titelverteidiger war der Italiener Jannik Sinner, der in diesem Jahr, trotz erfolgreicher Qualifikation, nicht antrat. Es gewann der Spanier Carlos Alcaraz.

## Qualifikation
Es qualifizierten sich die acht bestplatzierten Spieler der Saison 2021, die zu deren Beginn 21 Jahre oder jünger waren. Dazu kamen drei Reservisten.
Von den ursprünglich qualifizierten Spielern verzichteten Jannik Sinner (auch für die ATP Finals 2021 qualifiziert) sowie Félix Auger-Aliassime und Jenson Brooksby auf eine Teilnahme, wodurch die drei nächstplatzierten Spieler nachrückten.
| ATP-Race (unter 21-Jährige)1. November 2021 | ATP-Race (unter 21-Jährige)1. November 2021 | ATP-Race (unter 21-Jährige)1. November 2021 | ATP-Race (unter 21-Jährige)1. November 2021 | ATP-Race (unter 21-Jährige)1. November 2021 |
| #                                           | ATP-Rang                                    | Spieler                                     | Punkte                                      | Geburtsjahr                                 |
| ------------------------------------------- | ------------------------------------------- | ------------------------------------------- | ------------------------------------------- | ------------------------------------------- |
| –                                           | 10                                          | Jannik Sinner                               | 3015                                        | 2001                                        |
| –                                           | 11                                          | Félix Auger-Aliassime                       | 2420                                        | 2000                                        |
| 1                                           | 32                                          | Carlos Alcaraz                              | 1454                                        | 2003                                        |
| 2                                           | 39                                          | Sebastian Korda                             | 1195                                        | 2000                                        |
| –                                           | 56                                          | Jenson Brooksby                             | 1004                                        | 2000                                        |
| 3                                           | 58                                          | Lorenzo Musetti                             | 906                                         | 2002                                        |
| 4                                           | 63                                          | Brandon Nakashima                           | 833                                         | 2001                                        |
| 5                                           | 91                                          | Juan Manuel Cerúndolo                       | 765                                         | 2001                                        |
| 6                                           | 111                                         | Sebastián Báez                              | 656                                         | 2000                                        |
| 7                                           | 109                                         | Holger Rune                                 | 639                                         | 2003                                        |
| 8                                           | 67                                          | Hugo Gaston                                 | 592                                         | 2000                                        |
| Ersatzspieler                               |                                             |                                             |                                             |                                             |
| 9                                           | 164                                         | Jiří Lehečka                                | 405                                         | 2001                                        |
| 10                                          | 129                                         | Tomáš Macháč                                | 314                                         | 2000                                        |
| 11                                          | 221                                         | Flavio Cobolli                              | 295                                         | 2002                                        |

## Spielplan

### Gruppe A

#### Ergebnisse
| Spieler           | Spieler               | Ergebnis             |
| ----------------- | --------------------- | -------------------- |
| Carlos Alcaraz    | Brandon Nakashima     | 4:34, 4:1, 4:34      |
| Holger Rune       | Juan Manuel Cerúndolo | 4:1, 4:2, 1:4, 4:1   |
| Carlos Alcaraz    | Holger Rune           | 4:36, 4:2, 4:0       |
| Brandon Nakashima | Juan Manuel Cerúndolo | 4:1, 4:33, 1:4, 4:0  |
| Carlos Alcaraz    | Juan Manuel Cerúndolo | 4:0, 4:1, 2:4, 4:33  |
| Brandon Nakashima | Holger Rune           | 3:43, 4:1, 4:1, 4:31 |

#### Tabelle
| Pos. | Setzliste | Spieler               | Spiele | Sätze | Punkte |
| ---- | --------- | --------------------- | ------ | ----- | ------ |
| 1    | 1         | Carlos Alcaraz        | 3:0    | 9:1   | 38:20  |
| 2    | 4         | Brandon Nakashima     | 2:1    | 6:5   | 37:27  |
| 3    | 7         | Holger Rune           | 1:2    | 4:7   | 27:35  |
| 4    | 5         | Juan Manuel Cerúndolo | 0:3    | 3:9   | 22:42  |

### Gruppe B

#### Ergebnisse
| Spieler         | Spieler         | Ergebnis                   |
| --------------- | --------------- | -------------------------- |
| Lorenzo Musetti | Hugo Gaston     | 4:34, 4:36, 2:4, 3:47, 4:2 |
| Sebastian Korda | Sebastián Báez  | 4:33, 4:2, 4:2             |
| Sebastián Báez  | Hugo Gaston     | 4:32, 4:2, 4:2             |
| Sebastian Korda | Lorenzo Musetti | 4:2, 4:34, 4:2             |
| Sebastián Báez  | Lorenzo Musetti | 4:1, 4:1, 3:45, 4:35       |
| Sebastian Korda | Hugo Gaston     | 3:42, 3:46, 4:0, 4:33, 4:0 |

#### Tabelle
| Pos. | Setzliste | Spieler         | Spiele | Sätze | Punkte |
| ---- | --------- | --------------- | ------ | ----- | ------ |
| 1    | 2         | Sebastian Korda | 3:0    | 9:2   | 42:25  |
| 2    | 6         | Sebastián Báez  | 2:1    | 6:4   | 34:28  |
| 3    | 3         | Lorenzo Musetti | 1:2    | 4:8   | 33:43  |
| 4    | 8         | Hugo Gaston     | 0:3    | 4:9   | 34:47  |

### Halbfinale
| Spieler         | Spieler           | Ergebnis            |
| --------------- | ----------------- | ------------------- |
| Carlos Alcaraz  | Sebastián Báez    | 4:2, 4:1, 4:2       |
| Sebastian Korda | Brandon Nakashima | 4:33, 2:4, 4:2, 4:2 |

### Finale
| Spieler        | Spieler         | Ergebnis       |
| -------------- | --------------- | -------------- |
| Carlos Alcaraz | Sebastian Korda | 4:35, 4:2, 4:2 |